# Darbres
Darbres é uma comuna francesa na região administrativa de Auvérnia-Ródano-Alpes, no departamento de Ardèche. Estende-se por uma área de 16,52 km². Em 2010 a comuna tinha 252 habitantes (densidade: 15,3 hab./km²).